# Žen
Žen je priimek več znanih Slovencev:
- Božena Žen Boh, zdravnica
- Urša Žen, košarkarica